# Lukas Stähli
Lukas Stähli (* 11. November 1982) ist ein Schweizer Leichtathlet, Transfer Pricing Spezialist und Autor. Er hat sich im Sport auf Langstreckenläufe spezialisiert und gewann sechs nationale Meisterschaftsmedaillen. Er qualifizierte sich für die CISM WM in Athen 2010.

## Leben
Lukas Stähli studierte Betriebswirtschaft und Volkswirtschaft an der Universität St. Gallen (HSG). Er hat einen Master in Banking & Finance (MA) und einen Master of Advanced Studies (MAS).
Lukas Stähli arbeitete für mehrere multinationale Unternehmen wie Deloitte, Liebherr International, für die Eidgenössische Steuerverwaltung (ESTV) und war für die Swatch Group als Experte und Leader für Verrechnungspreise zuständig. Aktuell ist er bei der BKW als Senior Transfer Pricing Specialist für die Verrechnungspreise der Gruppe tätig und hat den TP Lead.
Er schrieb und veröffentlichte mehrere Bücher, unter anderem "Ingredients for a Fulfilling Life".

## Resultate
In den Jahren 2004, 2009, 2010 sowie 2019 gewann er sechs Medaillen an nationalen Meisterschaften über die folgenden Distanzen:
- 2004: 1. Rang Schweizermeisterschaft Marathon U-23, Winterthur[7]
- 2009: 2. Rang Schweizermeisterschaft 10’000 m Bahn, Langenthal[8]
- 2010: 2. Rang Schweizermeisterschaft 10’000 m Strasse, Payerne,[8] 3. Rang Schweizermeisterschaft Cross Langdistanz, St. Maurice[9], 2. Rang Schweizermeisterschaft 10’000 m Bahn, Uster[10]
- 2019: 2. Rang Schweizermeisterschaft Marathon, 3-Länder-Marathon Bregenz[11]

Er wurde unter anderem von Nike und Tempo Sport gesponsert.

## Veröffentlichungen
- Ingredients for a Fulfilling Life | BoD[12]
- Ingredients for a Fulfilling Life | Black & White edition[13]
- Ingredients for a Fulfilling Life - The Essentials | BoD[14]
- Ingredients for a Fulfilling Life - The Essentials | Audiobook edition[15]
- The Use of the Profit Split Method in Highly Integrated Transactions | IBFD[16]
- Erste praktische Erfahrungen zu den länderbezogenen Berichten | IFF-HSG Institut für Finanzwissenschaft, Finanzrecht und Law and Economics, Universität St. Gallen[17]
- Does the Transactional Profit Split Method Apply to Centralized Business Models?[18]| Kluwer International Tax Blog
- Digital Permanent Establishments[19]